# Anne-Marie Gründer
Anne-Marie Gründer, née le 17 mai 1918 à Chexbres et morte le 22 novembre 1996, est une violoniste suisse.

## Biographie
Anne-Marie Gründer commence le violon à cinq ans avec son père. À sept ans, elle est inscrite à l'Institut de Ribaupierre à Lausanne, et y reste jusqu'à la fin de ses études musicales. Elle obtient un diplôme de violon ainsi qu'un diplôme pédagogique de piano dans la classe d'Émile de Ribaupierre. En 1937, elle poursuit sa formation auprès de Carl Flesch à Lucerne, de Boris Kamensky à Paris, et du professeur Bouquet à Bruxelles. En 1939, elle obtient le premier prix de virtuosité de violon dans la classe d'André de Ribaupierre. En 1944, elle remporte le second prix du Concours international d'exécution musicale de Genève.
En 1940/41, Anne-Marie Gründer devient membre de l'Orchestre symphonique de Berne, où elle joue avec les premiers violons jusqu'en 1945. En 1945, elle rencontre Victor Desarzens, qui l'engage à l'Orchestre de chambre de Lausanne, et y reste jusqu'en 1960. L'été, de 1943 à 1984, elle fait régulièrement partie de l'Orchestre du festival de Lucerne, où elle accompagne des solistes de renom et joue sous la baguette des plus grands chefs : Wilhelm Furtwängler, Carl Schuricht, Bruno Walter, Herbert von Karajan et bien d'autres. Entre 1967 et 1971, elle fait partie des premiers violons de l'Orchestre de la Suisse romande (OSR).
Parallèlement, Anne-Marie Gründer joue comme soliste, accompagnée par de nombreux orchestres, notamment l'OSR. Elle se produit également dans des récitals pour musique de chambre, violon et piano, violon et orgue ou clavecin. Elle joue beaucoup en Suisse et dans la plupart des pays européens, mais aussi en Russie, au Canada et à New York. Elle se fait entendre sur les ondes des principales radios. Elle s'engage particulièrement pour la musique contemporaine, notamment vaudoise. Elle a créé plusieurs concertos et œuvres majeures, dont plusieurs lui ont été dédiées. Ainsi, elle crée des œuvres de Julien-François Zbinden. Tout au long de sa carrière, Anne-Marie Gründer ne cesse d'enseigner. Elle est professeur aux Conservatoires de Berne (1941 à 1945) et Lausanne (1948 à 1983). Elle s'engage également au sein de la Société suisse de pédagogie musicale. Son intérêt pour la pédagogie la conduit jusqu'au Japon, où un long séjour lui permet en 1975 d'approfondir la méthode de Shinichi Suzuki. Jusqu'à la fin, elle organise et donne des séminaires de musique de chambre en Suisse, en France et en Autriche, et elle est sollicitée comme experte par plusieurs conservatoires.
Anne-Marie Gründer meurt le 22 novembre 1996 à 78 ans.